# Calonge (kommunhuvudort)
Calonge är en kommunhuvudort i Spanien.   Den ligger i provinsen Província de Girona och regionen Katalonien, i den östra delen av landet, 600 km öster om huvudstaden Madrid. Calonge ligger 15 meter över havet och antalet invånare är 10 637.
Terrängen runt Calonge är kuperad åt nordväst, men åt sydost är den platt. Havet är nära Calonge åt sydost.  Närmaste större samhälle är Palafrugell, 9,5 km nordost om Calonge. 